# Vojislav Mihailović
Vojislav Mihailović, cyr. Војислав Михаиловић (ur. 3 września 1951 w Belgradzie) – serbski prawnik i polityk, w latach 1999–2000 burmistrz Belgradu, od 3 do 4 marca 2004 pełniący obowiązki przewodniczącego Zgromadzenia Narodowego i w tym samym okresie tymczasowy prezydent Serbii. Wnuk Dragoljuba Mihailovicia.

## Życiorys
W 1980 ukończył studia na Wydziale Prawa Uniwersytetu w Belgradzie. Pracował w wydawnictwie „Slovo ljubve”, praktykował jako adwokat, prowadził również prywatną działalność gospodarczą.
Na początku lat 90. zaangażował się w działalność polityczną w ramach Serbskiego Ruchu Odnowy. W 1993 z ramienia opozycyjnej koalicji DEPOS uzyskał mandat posła do Zgromadzenia Narodowego Republiki Serbii, którego został wiceprzewodniczącym. W 1997 ponownie wybrany do Skupsztiny, utrzymał stanowisko jej wicemarszałka.
Od stycznia 1999 do października 2000 był burmistrzem Belgradu. W wyniku przedterminowych wyborów w 2003 powrócił do parlamentu, ponownie obejmując funkcję wiceprzewodniczącego. Od 3 do 4 marca pełnił obowiązki przewodniczącego serbskiego parlamentu, będąc jednocześnie z urzędu tymczasowym prezydentem. W 2005 po konflikcie z Vukiem Draškoviciem odszedł z SPO, współtworzył z Veroljubem Stevanoviciem Serbski Demokratycznych Ruch Odnowy. W 2007 kandydował z powodzeniem do parlamentu z ramienia koalicji skupionej wokół Demokratycznej Partii Serbii, po zakończeniu tej kadencji w 2008 wycofał się z działalności politycznej.
Powrócił do niej po kilku latach. W 2014 wszedł w skład prezydium Serbskiej Partii Ludowej. Później nawiązał współpracę z monarchistycznym ugrupowaniem POKS. W 2022 jedna z frakcji partii ta wybrała go na przewodniczącego ugrupowania (czego nie uznała frakcja wspierająca dotychczasowego lidera Žiki Gojkovicia). Ostatecznie został wpisany jako przewodniczący POKS do rejestru partii politycznych.
W wyborach w 2022 i 2023 był jednym z liderów koalicji NADA zorganizowanej wokół Demokratycznej Partii Serbii i jego monarchistów; uzyskiwał wówczas mandat poselski na kolejne kadencje.